# Národní park Podyjí
Národní park Podyjí je národní park v Česku. Vyhlášen byl v roce 1991. Jeho rozloha činí 63 km² a je tak nejmenším českým národním parkem. Nachází se na jižní Moravě v okrese Znojmo podél státní hranice s Rakouskem, za níž na něj navazuje Národní park Thayatal. Nejvyšším bodem je pohraniční Býčí hora s nadmořskou výškou 536 m a nejnižší bod leží v údolí Gránického potoka na úrovni 217 m n. m. Správa parku sídlí ve Znojmě, návštěvnické středisko je ve vsi Čížov.
Park je z 84 % zalesněn, v listnatých lesích se zde vyskytují mnohé vzácné dřeviny a hlavně endemický jeřáb muk hardeggský.

## Historie
Národní park byl vyhlášen 10. května 1991 nařízením vlády ČR č. 164/1991 Sb. v nejcennějších oblastech CHKO Podyjí (ta byla vyhlášena roku 1979 na rozloze 103 km²), která tímto byla zrušena. Kolem samotného NP je zřízeno ochranné pásmo, zahrnující většinu zbylého území někdejší CHKO.

## Charakteristika
NP Podyjí se rozkládá podél řeky Dyje protékající 40 km dlouhým, hlubokým meandrujícím údolím mezi Vranovem nad Dyjí a Znojmem. Na jihovýchodním okraji NP se na spojnici Znojmo – Hnanice nalézá unikátní pásmo stepních vřesovištních lad.

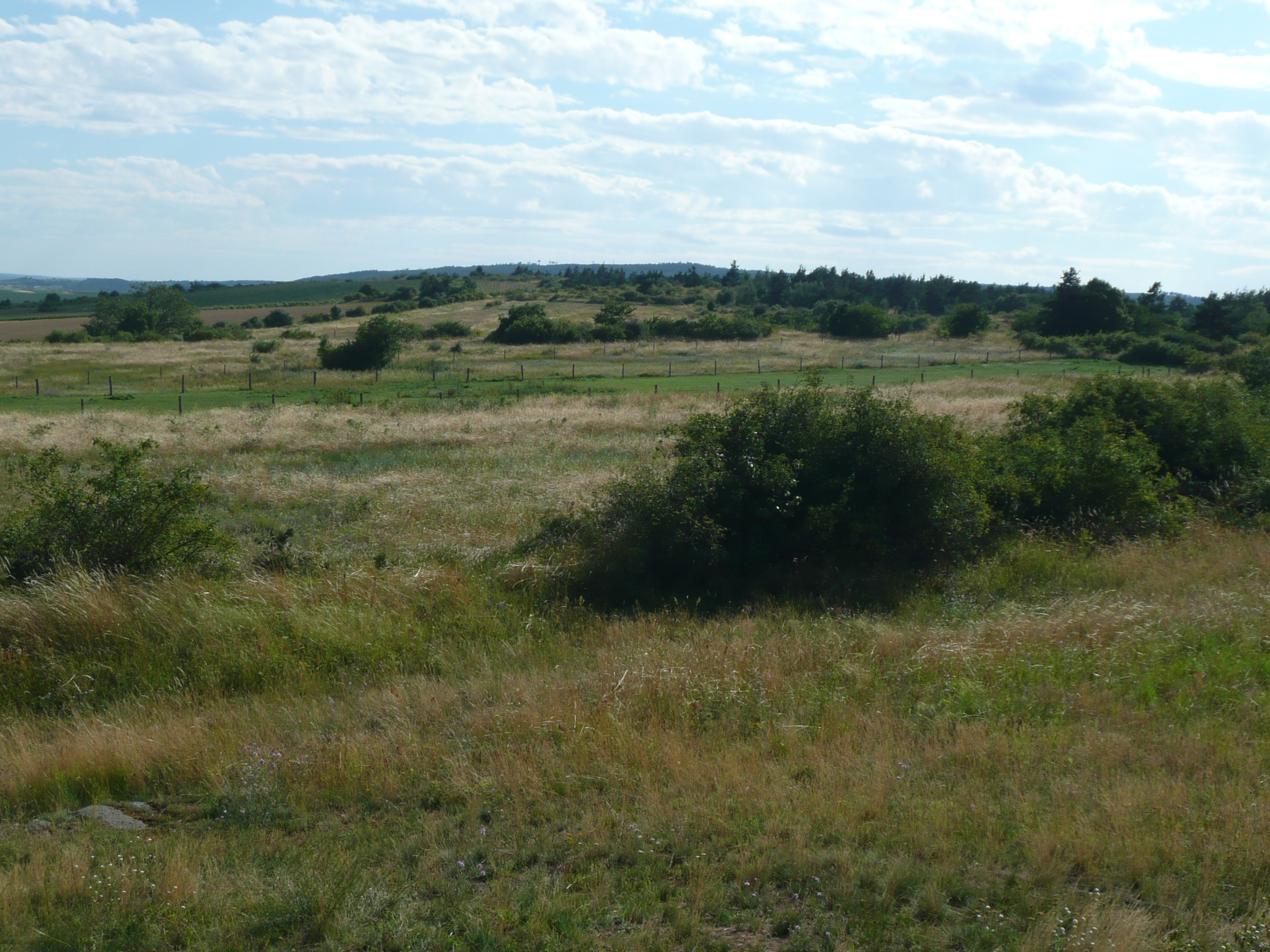
Vřesoviště na východním okraji národního parku

Údolí Dyje zde má charakter kaňonu, kde řeka vytváří sérii zaklesnutých meandrů lemovaných skalními útvary a kamennými moři. Najdeme zde 42 km téměř neobydleného říčního údolí – je to nejzachovalejší a nejméně dotčené říční údolí v Česku. Ve východní části národního parku se na řece nachází vodárenská nádrž Znojmo, jejíž hrází park končí. Na již vyhlášený Národní park Podyjí navázalo v roce 2000 vyhlášení Národního parku Thayatal v Dolních Rakousích. Území NP Thayatal navazuje bezprostředně na území NP Podyjí na moravské straně. Hodnoty obou parků spočívají v jedinečné geomorfologii (rychlé střídání expozic svahů podél břehů) a celkové zachovalosti dyjského kaňonu.

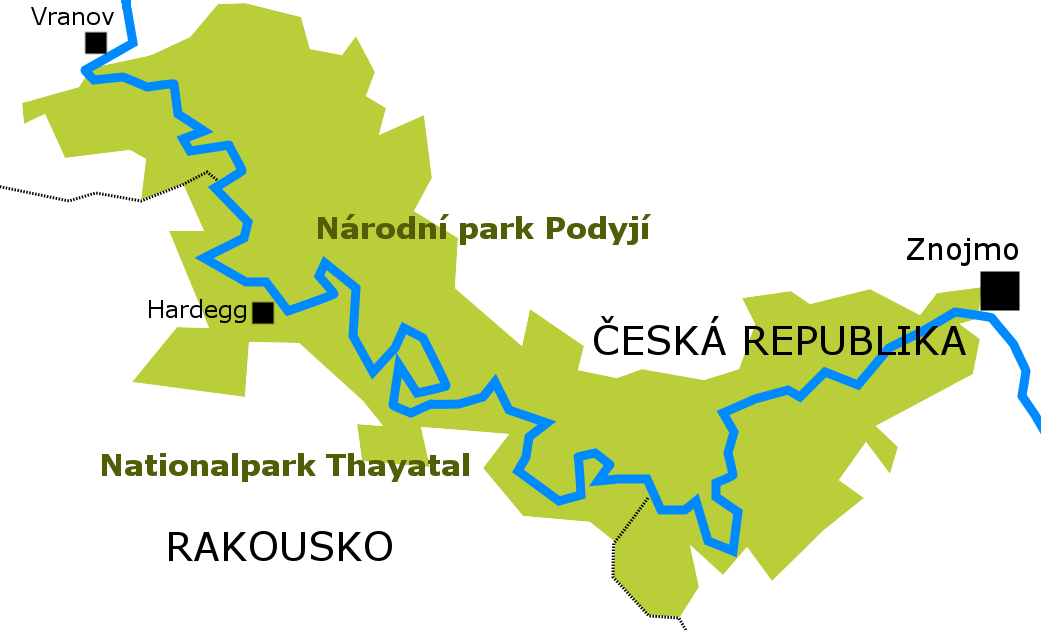
Národní park Podyji-Thayatal

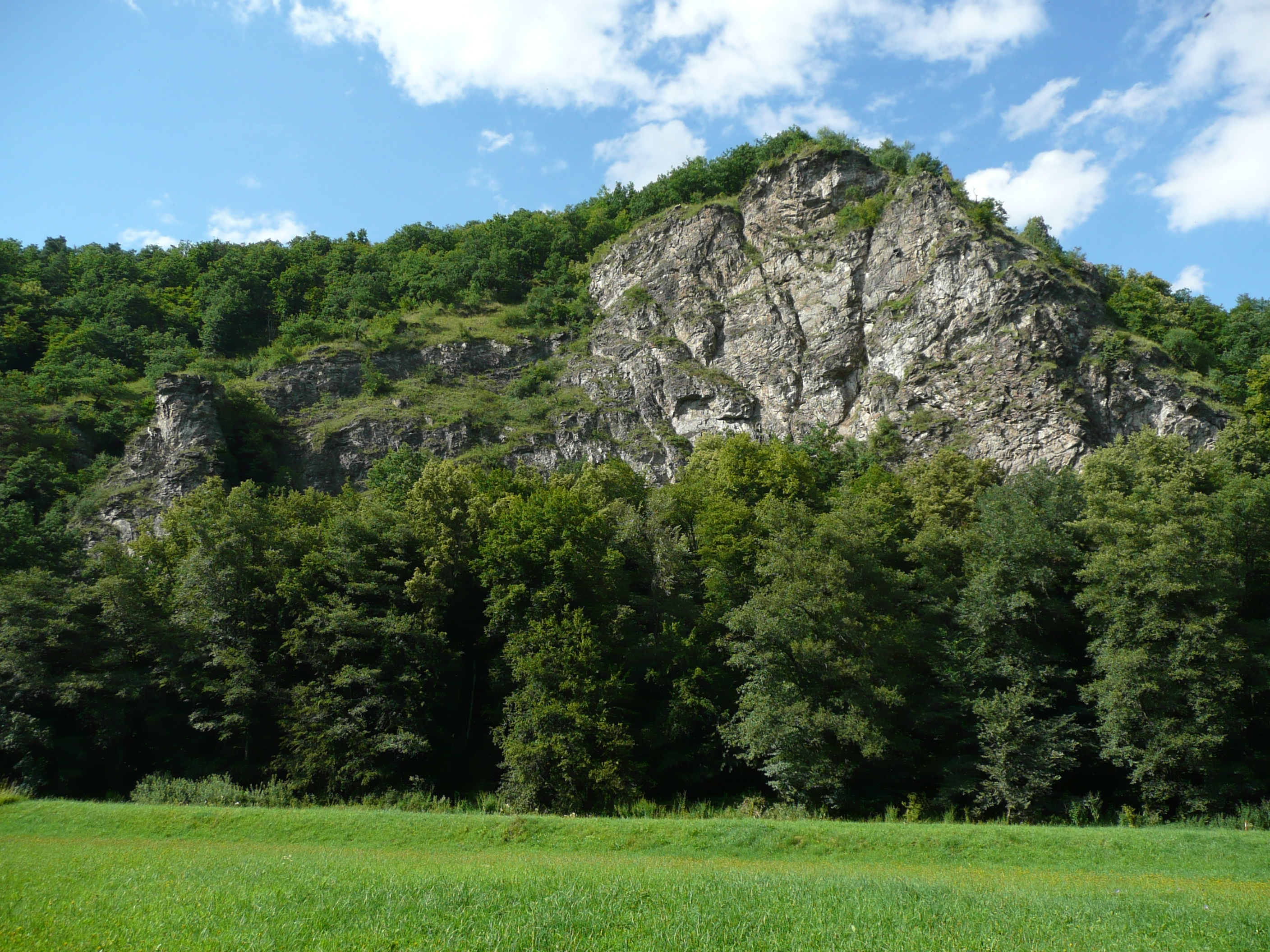
Vraní skála

Na jihozápadě Moravy se původně nacházelo více podobných údolí, vesměs ale byla narušena chatovou zástavbou nebo přímo zničena výstavbou přehrad. Za svou mimořádnou zachovalost vděčí (tato část) Podyjí kromě extrémně členitého terénu zejména poloze na státní hranici, kde v 50. až 80. letech existovalo nepřístupné hraniční pásmo. Na území parku nejsou žádné funkční stavby (intravilán Čížova je z parku vyjmut jako enkláva) – pouze na rakouské straně malé městečko Hardegg, kde zároveň sídlí správa rakouského parku. Podloží parku je převážně tvořeno Českým masivem – což je pevné a velmi staré podloží, jeho východní okraj zasahuje do Dyjsko-svrateckého úvalu. Nejvýznamnějším procesem ve formování krajiny bylo rychlé zařezávání Dyje do krajiny v třetihorách, do hloubky 100–200 metrů, a mrazová modelace krajiny v blízké geologické minulosti. Vyskytují se zde skalní amfiteátry, srázné stěny, meandry i pseudokrasové jeskyně. Typické jsou pro Podyjí rozsáhlá kamenná a balvanitá moře s typickou faunou a flórou.

## Flóra

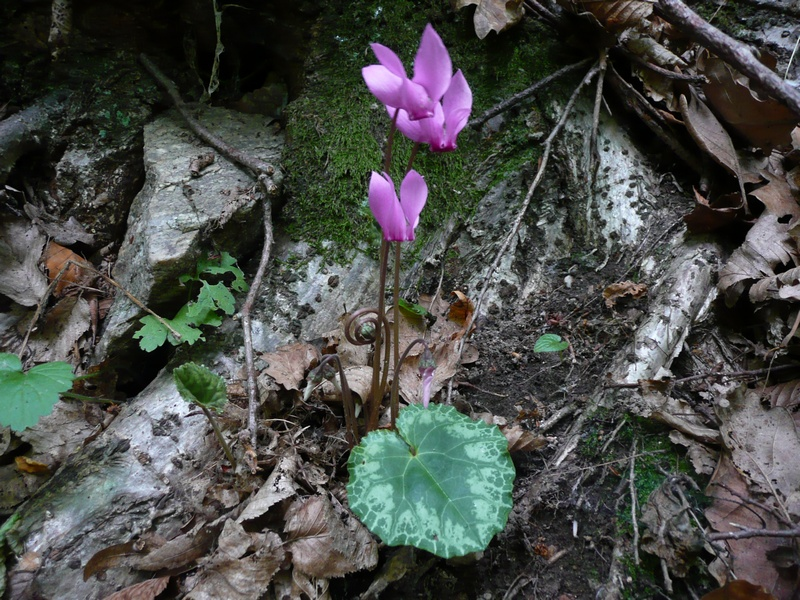
Brambořík nachový, běžná rostlina lesů v národním parku

NP Podyjí patří mezi druhově nejbohatší velkoplošná chráněná území ČR. Krajinné podmínky umožňují růst jak rostlin chladno- a stínomilných v hlubokých údolích, tak i teplomilných na výslunných stráních. Nepůvodní rostlinné druhy můžeme nalézt jen v okrajových částech parku. Pouze rozšiřování akátu ve východních částech parku je závažnějším problémem. Vyskytuje se zde 77 druhů chráněných rostlin, jako kýchavice černá, měsíčnice vytrvalá, brambořík nachový, divizna ozdobná, koniklec velkokvětý, kosatec různobarvý, volovec vrbolistý, 18 druhů orchidejí a další. Mezi zajímavá společenství patří např. suťová pole, porostlá mechy a lišejníky, bohaté mokřadní i suché louky, skály, skalní stepi, v Evropě unikátní plochy suchých a teplých vřesovišť a stepních lad, které vznikly dlouhodobou pastvou dobytka.
Na východním okraji NP se nachází zbytky rozvolněných doubrav, které byly v minulosti vykáceny a přeměněny na pastviny, na nichž se časem vlivem pastvy vytvořila unikátní náhradní společenstva s převládajícím vřesem obecným. Pásmo tzv. znojemských vřesovišť se táhne od Znojma až daleko do Rakouska za Retz. Součástí parku je také jedinečná viniční trať Šobes.

## Mykoflóra
V národním parku se vyskytuje řada vzácných a chráněných druhů makromycetů (makroskopických hub). Z druhů uvedených v Červeném seznamu hub České republiky jsou to především baňka velkokališná (Sarcosphaera coronaria), bělochoroš lužní (Postia subcaesia), bránovitka přezkatá (Steccherinum oreophilum), černorosol bělavý (Exidia thuretiana), helmovka dojvonná (Mycena diosma), hlíva čepičkatá (Pleurotus calyptratus), hlívička stopkatá (Hohenbuehelia auriscalpium), holubinka Raoultova (Russula raoultii), holubinka sluneční (Russula solaris), houžovec bobří (Lentinellus castoreus), houžovec medvědí (Lentinellus ursinus), choroš oříš (Polyporus umbellatus), káčovka jeřábová (Biscogniauxia repanda), káčovka ploská (Biscogniauxia simplicior), korálovec ježatý (Hericium erinaceus), kržatka ostnitá (Flamulaster muricatus), kuřátka křehká (Ramaria gracilis), kyjanka zakouřená (Clavaria fumosa), límcovka natřená (Stropharia inuncta), mozkovka rosolovitá (Ascotremella faginea), pavučinec plyšový (Cortinarius orellanus), pečárka Benešova (Agaricus benesii), pórnatka klamná (Ceriporiopsis aneirina), prášivka polní (Bovista graveolens), pýchavka loupavá (Lycoperdon marginatum), řasnatka modromléčná (Peziza saniosa), sametovka pochybná (Conocybe ambigua), strmělka Houghtonova (Clitocybe houghtonii), šťavnatka holubinková (Hygrophorus russula), šťavnatka zlatá (Hygrophorus aureus), štítovka stinná (Pluteus umbrosus), štítovka Thomsonova (Pluteus thomsonii), tlustěnka mléčná (Scytinostroma galactinum), třepenitka vlhkožijná (Hypholoma subericeum), voskovička černavá (Holwaya mucida), závojenka modrá (Entoloma euchroum), závojenka sítinová (Entoloma juncinum) a žilnatka bledá (Phlebia centrifuga).

## Fauna
Z bohatě zastoupených živočichů žije na území parku vydra říční, ve stepních partiích i na vřesovištích sysel obecný. Mezi vzácné ptáky patří dudek chocholatý, čáp černý, výr velký, skorec vodní, kvakoš noční a další. Z plazů se v NP Podyjí vyskytují všechny druhy užovek. Rovněž hmyz je zastoupen mnoha jinde vzácnými druhy, jako je například roháč obecný, kudlanka nábožná, tesařík obrovský, nosorožík kapucínek, otakárek ovocný, jasoň dymnivkový a jiné. Negativní vliv na faunu v řece Dyji mají dvě velké přehrady na okrajích chráněné části jejího toku. Na horním okraji je to Vranovská přehrada a na dolním Znojemská. Tyto stavby ovlivňují teplotní poměry v řece a jsou zároveň nepřekonatelnou překážkou pro migrující živočichy. Díky chladnému přítoku vody z přehrady se změnil tok Dyje na pstruhové pásmo a pozdější vznik Znojemské přehrady zcela vytěsnil i typické druhy jako byla ostroretka stěhovavá či ouklejka pruhovaná. I tak bylo v řece zjištěno 32 druhů ryb – především pstruh, lipan a siven americký.
Mimořádně pestrý je i přehled savců. Na území parku je jich 65 druhů. Druhů ptáků je zde 152, dvě třetiny z nich zde hnízdí; dále 7 druhů plazů a značné zastoupení obojživelníků. Hmyz je tu zastoupen také velmi bohatě, za zmínku stojí alespoň 12 zvláště ohrožených druhů motýlů.
Takto vysoká biodivezita je způsobena stykem dvou základních biogeografických oblastí střední Evropy – Hercynské a Panonské krajiny, navíc s alpskými i karpatskými prvky. Díky vhodným podmínkám se zde projevuje tzv. údolní fenomén, v jehož důsledku pronikají západním směrem do údolí teplomilné živočišné a rostlinné druhy z jihovýchodní teplé panonské oblasti. Naproti tomu ze západu migrují údolím druhy podhorské, s kterými se pak můžeme setkat na chladnějších a stinných severních svazích údolí.

## Galerie

### Flóra
- Kýchavice černá
- Měsíčnice vytrvalá
- Brambořík nachový
- Koniklec velkokvětý
- Volovec vrbolistý
- Vřes obecný

### Mykoflóra
- Baňka velkokališná
- Holubinka sluneční
- Choroš oříš
- Korálovec ježatý
- Mozkovka rosolovitá
- Pavučinec plyšový

### Fauna
- Vydra říční
- Sysel obecný
- Dudek chocholatý
- Čáp černý
- Výr velký
- Skorec vodní
- Užovkovití
- Roháč obecný
- Kudlanka nábožná
- Tesařík obrovský
- Nosorožík kapucínek
- Otakárek ovocný
- Jasoň dymnivkový
- Ostroretka stěhovavá (vymizela)
- Ouklejka pruhovaná (vymizela)
- Pstruh obecný potoční
- Lipan podhorní
- Siven americký